# Bời lời đỏ
Bời lời đỏ (danh pháp hai phần: Litsea garciae), là một loài thực vật thuộc họ Long Não (Lauraceae).
Bời lời đỏ là loài bản địa ở Trung Quốc, Úc, vùng Đông Nam Á và Nam Á.